# 마르쿠스 가비우스 막시무스
마르쿠스 가비우스 막시무스 (Marcus Gavius Maximus, 156년 사망)는 고대 로마의 기사로, 하드리아누스 및 안토니누스 피우스 시기에 민간과 군사 등 중요한 공직을 거쳤다.
북이탈리아의 피르뭄이 그의 고향으로 여겨지며, 그의 투표 부족인 팔라티나(Palatina)가 그곳에서 발견된다는 사실이 이를 뒷받침한다. 그의 계통은 아버지 쪽의 프라이노멘인 마르쿠스를 기록하고 있다.
그와 변호사 마르쿠스 코르넬리우스 프론토가 친구까지는 아니더라도 지인 사이였다는 사실은 알려져 있으 프론토는 가이우스 켄소리우스 니게르의 주요 상속자이자 유언 집행인으로 지정되었는데, 이 니게르의 유언장에는 가비우스 막시무스와 황제 모두에 대한 부정적인 언급이 담겨 있었다.

## 생애
가비우스 막시무스가 대부분의 기사 계급들이 자신의 경력을 시작하는 가장 일반적인 방식인 '트레스 밀리타이'를 거쳤을 것으로 추정되지만, 그에게서 확인된 첫 직책은 마우레타니아 팅기타나의 '프로쿠라토르' 또는 총독이다. 앤서니 벌리는 하드리아누스가 128년에 해당 직책을 맡겼고, 막시무스는 132년까지 수행했을 것이라 여긴다. 총독으로 있던 시절, 그는 '학설휘찬'에 남아있는 증인들을 다루는 방법에 대한 교서를 하드리아누스로부터 받은 몇 안되는 총독 중 한 명이었다. 막시무스는 다음으로 아시아 속주의 프로쿠라토르로 등장하는데, 이곳에서 그는 134/135년 원로원 속주의 '프로콘술'이던 안토니누스 피우스의 관심을 끌었을 것이다. 안토니누스 피우스는 이후에 그를 마르쿠스 페트로니우스 마메르티누스를 동료로 한 프라이펙투스 프라이토리오로 임명하였다. 이는 기사 계급으로서 얻을 수 있는 가장 높은 지위 중 하나이었다.
'히스토리아 아우구스타'에 따르면, 막시무스는 20년간 프라이펙투스 프라이토리오였다. 139년과 143년 사이에 그가 프라이펙투스였음을 입증하는 독자적인 증거가 있었다. 그가 죽고 나서 자리를 물려받은 가이우스 타티우스 막시무스는 그 직위를 맡은 시점은 적어도 156년 이후로 확인된다. 이 점은 '히스토리아 아우구스타'의 주장을 확인시켜주는 것이었고, 막시무스가 그 누구보다도 프라이펙투스 프라이토리오에 오랜 기간 재직했음을 나타난다.

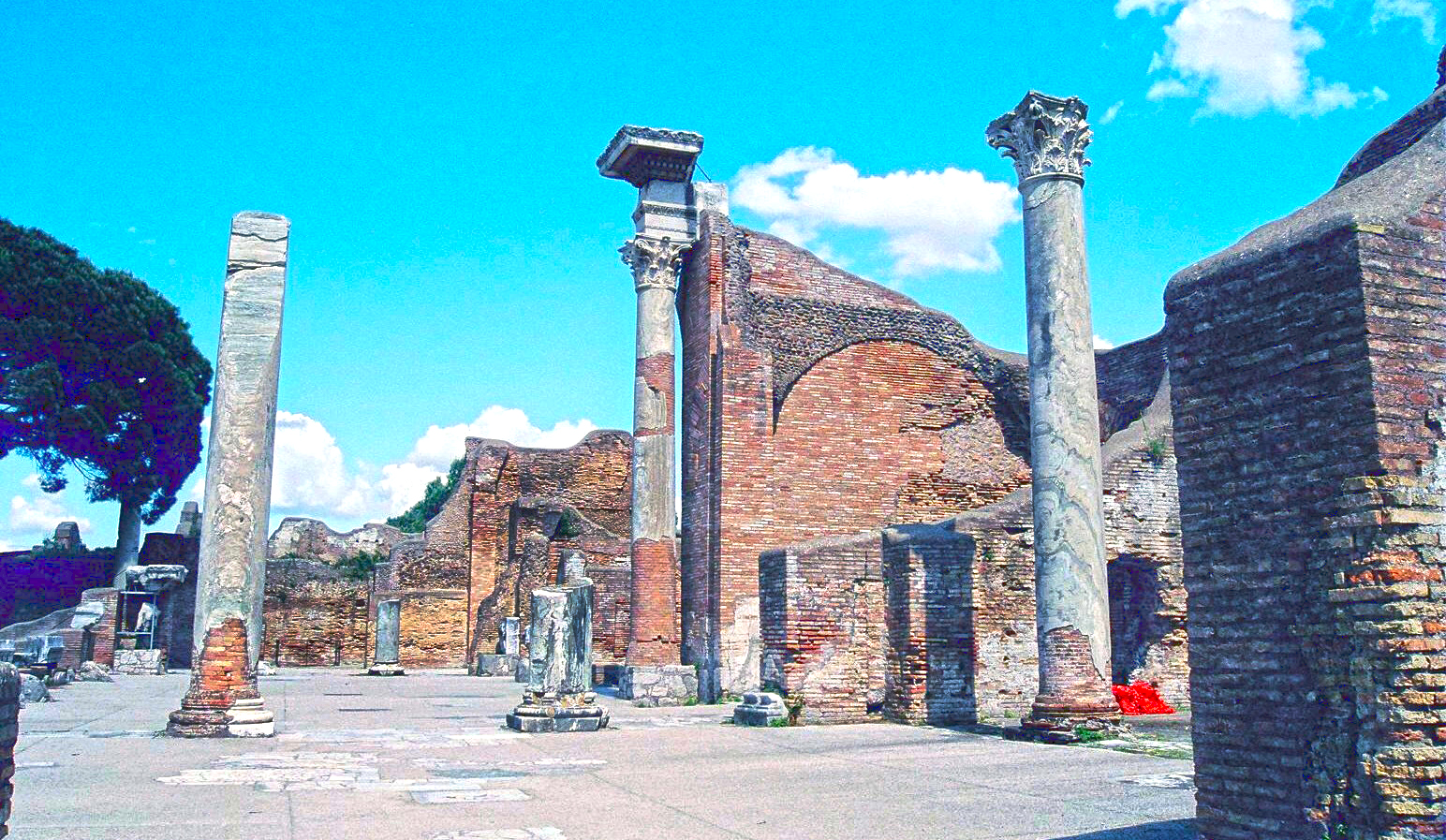
'테르마이 가비 막시미'로도 알려진 오스티아의 공중 욕장

'히스토리아 아우구스타'가 막시무스를 냉혹한 자라고 묘사하기도 하지만, 그는 항구 도시 오스티아 안티카의 후원자로 알려져 있으며, 오스티아에 호화스러운 공중 욕장을 선물해주었다. "이를 어떻게 받아들여야 하는지는 어려운 일"이라고 기 드 라 베두아예르 (Guy de la Bédoyère)는 말하였다. "가비우스 막시무스가 왜 이 욕장의 비용을 지불하려고 했는지, 그가 그런 투자를 할만큼 충분히 부유했는지는 알려져 있지 않다. 민간의 후원은 로마 세계에서 사실 아주 흔한 것이었긴 하지만 가비우스 막시무스가 이 항구 도시와 특별한 연관성이 없다는 것은 잘 알려져 있다."